# Stalmine
Stalmine – wieś w Anglii, w hrabstwie Lancashire, w dystrykcie Wyre. Leży 69 km na północny zachód od miasta Manchester i 328 km na północny zachód od Londynu. Stalmine jest wspomniana w Domesday Book (1086) jako Stalmine.